# Iglika Trifonova
Iglika Trifonova (in bulgaro Иглика Трифонова?; Sofia, 17 febbraio 1957) è una regista e sceneggiatrice bulgara.

## Biografia
Nel 2015 ha diretto il film controverso The Prosecutor the Defender the Father and His Son sulla giustizia dopo il fatto della guerra bosniaca del 1992.
Nel 2016 è stata la vincitrice del premio CEI al Trieste Film Festival.
Nel 2017 ha diretto il film Lift for Patients tra i pazienti affetti sul suicidio e sui tumori in cura da un psicologo.

## Filmografia parziale
- Pismo do Amerika (2001)
- The Prosecutor the Defender the Father and His Son (2015)
- Lift for Patients (2017)